# Karnataka
|  | Aquest article tracta sobre la divisió administrativa de l'Índia. Si cerqueu la regió de l'Índia que defineix al país kannada, vegeu «Carnàtic». |

Karnataka (ಕನಾ೯ಟಕ en kannada, कर्नाटक, Karnātakā en hindi) és un estat de l'Índia el nom en kannada adoptat des del 1973 per l'antic Regne de Mysore, a l'Índia meridional. La capital és Bengaluru, i altres ciutats importants són Mysore, Mangalore, Hubli, Dharwad, Bellary i Belgaum. Limita amb el mar a l'oest, Goa al nord-oest, Maharashtra al nord, Andhra Pradesh a l'est, Tamil Nadu a l'est i sud-est i Kerala al sud-oest. El seu nom prové del kannada karu i nadu, “terra elevada”.

## Geografia física
És format d'oest a est per tres regions: la plana litoral, el malnad (regió muntanyosa dels Ghats, coberta de bosc caducifoli, ric en sàndal i teca) i el maidan, extens altiplà cobert de sabanes. És de clima tropical molt calorós, sobretot a l'interior, on les pluges són escasses, mentre que són abundants a la costa i als Ghats.

## Economia
Travessat pel Krishna i el Cauvery (amb centrals hidroelèctriques), és una regió ben regada, d'economia bàsicament agrícola; produeix els 3/5 del cafè del país, arròs, cotó, canya de sucre, cítrics, te, bananes i cacauets. Hi ha importants pesqueres a la costa. El subsòl proporciona or, ferro, cromita i manganès. A les ciutats es concentra la indústria (tèxtil, siderúrgica, mecànica, química, de la fusta, del paper, del ciment, alimentària, d'automòbils i aeronàutica).

## Història
En el segle iv aC, la dinastia local Satavahana hi governà uns 300 anys. Amb la desintegració de la dinastia, els Kadamba assumiren el poder al nord mentre els Ganga ho feien al sud. Els Chalukya de Badami (500 al 735) governaren l'àrea des de Narmada fins al riu Cauvery des dels temps del rei Pulikeshi II. La dinastia creà els monuments de Badami, Aihole i Pattadakal.
Els Chalukya de Kalyana (973 - 1183) construïren nombrosos temples, potenciaren la literatura i les arts. El jurista Vijaneshwara va viure a Kalyana. L'Imperi Vijayanagar (1336 - 1565) potencià la literatura en sànscrit, kannada, telugu i tàmil. Augmentà el comerç exterior. Els soldans Bahmani de Gulbarga promocionaren la literatura urdú i farsi. Després de la caiguda del soldà de Mysore (1799), Karnataka restà sota control britànic.
El 1950, Mysore esdevingué un estat de l'Índia independent i l'antic maharajà esdevingué el governador de l'estat. La família del maharaha va rebre fins al 1975 una pensió per part de l'estat. Alguns membres de la família encara resideixen en el palau familiar de Mysore.